# Associazione Calcio Padova 1949-1950
Questa pagina raccoglie i dati riguardanti l'Associazione Calcio Padova nelle competizioni ufficiali della stagione 1949-1950.

## Stagione
Nella Serie A 1949-1950 il Padova si è classificato al decimo posto con 35 punti.

## Rosa
| N. |                       | Ruolo | Calciatore        |
| -- | --------------------- | ----- | ----------------- |
|    | Italia (bandiera)     | P     | Albano Luisetto   |
|    | Jugoslavia (bandiera) | P     | Zvonko Monsider   |
|    | Italia (bandiera)     | P     | Enzo Romano       |
|    | Italia (bandiera)     | D     | Aldo Checchetti   |
|    | Svizzera (bandiera)   | D     | Philippe Fuchs    |
|    | Italia (bandiera)     | D     | Vinicio Lazzarini |
|    | Italia (bandiera)     | D     | Elvio Matè        |
|    | Italia (bandiera)     | D     | Guido Quadri      |
|    | Italia (bandiera)     | D     | Plinio Rolle      |

| N. |                      | Ruolo | Calciatore        |
| -- | -------------------- | ----- | ----------------- |
|    | Italia (bandiera)    | D     | Pietro Sforzin    |
|    | Italia (bandiera)    | D     | Gastone Zanon     |
|    | Italia (bandiera)    | A     | Eros Beraldo      |
|    | Italia (bandiera)    | A     | Celestino Celio   |
|    | Argentina (bandiera) | A     | José Curti        |
|    | Italia (bandiera)    | A     | Gianfranco Ganzer |
|    | Italia (bandiera)    | A     | Bruno Novello     |
|    | Italia (bandiera)    | A     | Leto Prunecchi    |
|    | Italia (bandiera)    | A     | Giancarlo Vitali  |

## Risultati

### Serie A

#### Girone di andata
| 11 settembre 1949 1ª giornata | Inter | 1 – 1 | Padova |  |

| 18 settembre 1949 2ª giornata | Padova | 2 – 1 | Palermo |  |

| 25 settembre 1949 3ª giornata | Roma | 0 – 1 | Padova |  |

| 2 ottobre 1949 4ª giornata | Sampdoria | 1 – 1 | Padova |  |

| 9 ottobre 1949 5ª giornata | Padova | 2 – 1 | Lazio |  |

| 16 ottobre 1949 6ª giornata | Triestina | 2 – 2 | Padova |  |

| 20 ottobre 1949 7ª giornata | Padova | 4 – 1 | Torino |  |

| 23 ottobre 1949 8ª giornata | Novara | 1 – 1 | Padova |  |

| 30 ottobre 1949 9ª giornata | Padova | 1 – 1 | Pro Patria |  |

| 6 novembre 1949 10ª giornata | Fiorentina | 3 – 0 | Padova |  |

| 13 novembre 1949 11ª giornata | Padova | 2 – 0 | Atalanta |  |

| 20 novembre 1949 12ª giornata | Venezia | 0 – 8 | Padova |  |

| 4 dicembre 1949 13ª giornata | Padova | 3 – 1 | Bari |  |

| 8 dicembre 1949 14ª giornata | Padova | 0 – 2 | Juventus |  |

| 11 dicembre 1949 15ª giornata | Lucchese | 6 – 3 | Padova |  |

| 18 dicembre 1949 16ª giornata | Padova | 0 – 0 | Bologna |  |

| 26 dicembre 1949 17ª giornata | Milan | 4 – 2 | Padova |  |

| 1º gennaio 1950 18ª giornata | Padova | 2 – 2 | Genoa |  |

| 8 gennaio 1950 19ª giornata | Como | 1 – 2 | Padova |  |

#### Girone di ritorno
| 15 gennaio 1950 20ª giornata | Padova | 2 – 2 | Inter |  |

| 22 gennaio 1950 21ª giornata | Palermo | 3 – 0 | Padova |  |

| 29 gennaio 1950 22ª giornata | Padova | 4 – 1 | Roma |  |

| 5 febbraio 1950 23ª giornata | Padova | 1 – 2 | Sampdoria |  |

| 12 febbraio 1950 24ª giornata | Lazio | 4 – 0 | Padova |  |

| 19 febbraio 1950 25ª giornata | Padova | 0 – 1 | Triestina |  |

| 23 febbraio 1950 26ª giornata | Torino | 2 – 0 | Padova |  |

| 5 marzo 1950 27ª giornata | Padova | 0 – 1 | Novara |  |

| 12 marzo 1950 28ª giornata | Pro Patria | 2 – 1 | Padova |  |

| 19 marzo 1950 29ª giornata | Padova | 3 – 4 | Fiorentina |  |

| 26 marzo 1950 30ª giornata | Atalanta | 4 – 0 | Padova |  |

| 9 aprile 1950 31ª giornata | Padova | 3 – 0 | Venezia |  |

| 16 aprile 1950 32ª giornata | Bari | 1 – 0 | Padova |  |

| 23 aprile 1950 33ª giornata | Juventus | 4 – 0 | Padova |  |

| 30 aprile 1950 34ª giornata | Padova | 3 – 2 | Lucchese |  |

| 7 maggio 1950 35ª giornata | Bologna | 0 – 0 | Padova |  |

| 14 maggio 1950 36ª giornata | Padova | 1 – 2 | Milan |  |

| 21 maggio 1950 37ª giornata | Genoa | 0 – 1 | Padova |  |

| 28 maggio 1950 38ª giornata | Padova | 5 – 2 | Como |  |

## Statistiche

### Statistiche di squadra
| Competizione | Punti | In casa | In casa | In casa | In casa | In casa | In casa | In trasferta | In trasferta | In trasferta | In trasferta | In trasferta | In trasferta | Totale | Totale | Totale | Totale | Totale | Totale | DR |
| Competizione | Punti | G       | V       | N       | P       | Gf      | Gs      | G            | V            | N            | P            | Gf           | Gs           | G      | V      | N      | P      | Gf     | Gs     | DR |
| ------------ | ----- | ------- | ------- | ------- | ------- | ------- | ------- | ------------ | ------------ | ------------ | ------------ | ------------ | ------------ | ------ | ------ | ------ | ------ | ------ | ------ | -- |
| Serie A      | 35    | 19      | 9       | 4       | 6       | 38      | 26      | 19           | 4            | 5            | 10           | 23           | 39           | 38     | 13     | 9      | 16     | 61     | 65     | -4 |

### Statistiche dei giocatori
| Giocatore     | Serie A  | Serie A |
| Giocatore     | Presenze | Reti    |
| ------------- | -------- | ------- |
| A. Luisetto   | 1        | -4      |
| Z. Monsider   | 7        | -13     |
| E. Romano     | 30       | -48     |
| A. Checchetti | 15       | 3       |
| P. Fuchs      | 29       | 0       |
| V. Lazzarini  | 4        | 0       |
| E. Matè       | 35       | 0       |
| G. Quadri     | 38       | 0       |
| P. Rolle      | 18       | 1       |
| P. Sforzin    | 34       | 0       |
| G. Zanon      | 33       | 0       |
| E. Beraldo    | 2        | 0       |
| C. Celio      | 33       | 4       |
| J. Curti      | 36       | 15      |
| G. Ganzer     | 2        | 0       |
| B. Novello    | 28       | 9       |
| L. Prunecchi  | 35       | 10      |
| G. Vitali     | 38       | 19      |